# Спјанате (Лука)
Спјанате је насеље у Италији у округу Лука, региону Тоскана.
Према процени из 2011. у насељу је живело 1089 становника. Насеље се налази на надморској висини од 27 м.